# 바콜주

바콜주

바콜주(소말리어: Bakool)는 소말리아 남부에 위치한 주로, 주도는 후두르이다. 에티오피아와 국경을 맞대고 있고 히란주, 바이주, 게도주와 인접해 있다.